# Bill Young (Schauspieler)
William Young (* 1. Juni 1950 in Denman, Australien) ist ein australischer Schauspieler.

## Leben
Bill Young versuchte sich in den späten 1960er Jahren zunächst erfolglos als Musiker, bevor er zu einem vielbeschäftigten Charakterdarsteller wurde, der sich auf der Bühne, im Fernsehen und im Film durch seine Vielseitigkeit ausgezeichnete. Auch als Regisseur und Produzent machte er sich während seiner seit 1975 andauernden Karriere als Schauspieler einen Namen. Als Special-Effects-Assistent wirkte er bei Star Wars: Episode III – Die Rache der Sith mit.
Zu seinen bekanntesten Arbeiten als Schauspieler gehörten Rollen in Hey Dad!, Matrix und All Saints.
Heute wechselt Bill Young immer wieder zwischen Regisseur, Schauspieler und Produzent hin und her und besitzt ein kleines Theater.

## Filmografie (Auswahl)
- 1981: Gummibärchen und Skalpell (Doctors and Nurses)
- 1982: Insel der Verdammten (Turkey Shoot)
- 1984: Brass Monkeys
- 1985: A Fortunate Life (Miniserie, eine Folge)
- 1985: Traumhaus auf Raten (Emoh Ruo)
- 1987–1992: Hey Dad! (Hey Dad..!, Fernsehserie, 14 Folgen)
- 1987: Fields of Fire (Miniserie, 2 Folgen)
- 1988: Afraid to Dance
- 1990: Harbour Beat
- 1991: Inspektor Morse, Mordkommission Oxford (Inspector Morse, Fernsehserie, 1 Folge)
- 1992: Die fliegenden Ärzte (The Flying Doctors, Fernsehserie, 1 Folge)
- 1993: Land hinter dem Regenbogen (No Worries)
- 1993: Love in Limbo
- 1995: Vacant Posession
- 1995: Cody – Eiskalte Flammen (Cody: The Burnout, Fernsehfilm)
- 1996: Cody – Tödliches Rennen (Cody: Fall from Grace, Fernsehfilm)
- 1996: Water Rats – Die Hafencops (Water Rats, Fernsehserie, 26 Folgen)
- 1997: Road to Nhill
- 1998: Janine – Wettkampf mit dem Schicksal (Never Tell Me Never, Fernsehfilm)
- 1998: Das Zugunglück (Day of the Roses, Miniserie, 2 Folgen)
- 1998–2005: All Saints (Fernsehserie, 5 Folgen)
- 1998: Auf der Suche nach der Schatzinsel (Search for Treasure Island, Fernsehserie, 8 Folgen)
- 1999: Matrix (The Matrix)
- 2000: Chopper
- 2001: Die schöne Spanierin (La Spagnola)
- 2002: The Road from Coorain (Fernsehfilm)
- 2002: The Nugget
- 2003: You Can’t Stop the Murders
- 2003: Japanese Story
- 2004: Giant Monster Trashes City (Kurzfilm)
- 2006: Superman Returns
- 2009: The Cut (Fernsehserie, 4 Folgen)
- 2010: The Pacific (Miniserie, eine Folge)
- 2013: Der große Gatsby (The Great Gatsby)
- 2016: Hacksaw Ridge – Die Entscheidung (Hacksaw Ridge)